# Lacul Hodges

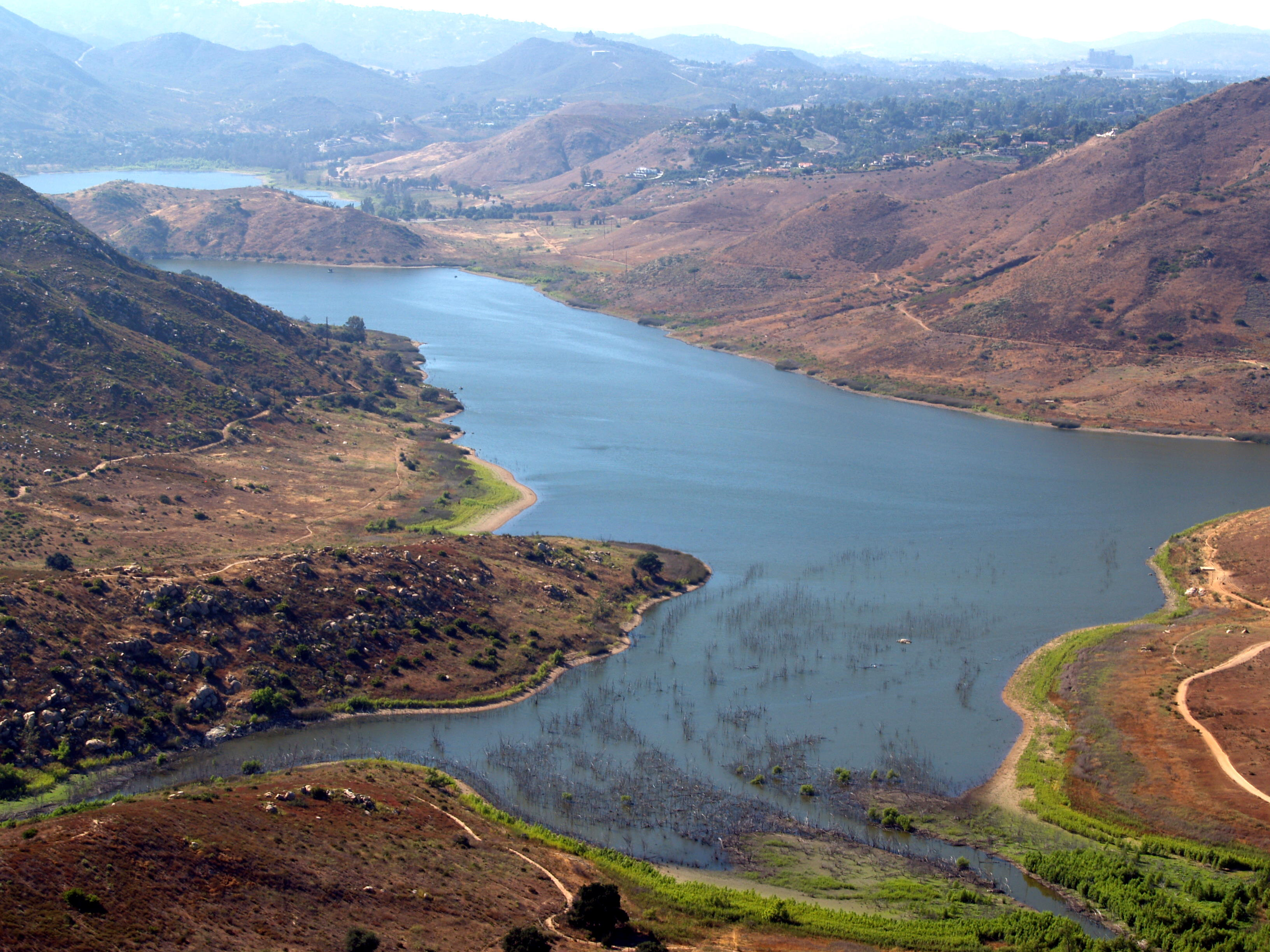
Fotografie aeriană a lacului Hodges.

Lacul Hodges (engleză Lake Paul Hodges, sau Paul Hodges Reservoir) este un lac de acumulare, cu suprafața de 1.234 acre, situat pe cursul lui San Dieguito River, la altitudinea de 67 m deasupra n.m.. El este amplasat la 31 mile, nord de San Diego în statul California.